# Fish (cantant)
Derek William Dick (25 d'Abril de 1958), més conegut com a Fish, és un cantautor escocès i actor ocasional.
Fish és sobretot conegut per ser el cantant i lletrista de la banda de rock neo-progressiu Marillion des del 1981 al 1988. Va publicar 11 UK Top 40 singles amb la banda, inclosos els senzills dins el "Top Ten" Kayleigh, Lavender i Incommunicado, i 5 àlbuls dins el "Top Ten", inclòs un número 1 amb Misplaced Childhood'. En la seva carrera en solitari, Fish ha explorat el pop contemporani i el folk tradicional, i ha publicat uns quants senzills dins el Top 40 i un àlbum dins el Top Ten. 
La veu de Fish ha estat descrita com a "diferent" i com a "confluència de Roger Daltrey i Peter Gabriel", mentre que les seves lletres han estat lloades com a "prosa poètica". Al 2004, la revista Classic Rock va classificar a Fish en la posició 49 de la llista de "The 100 Greatest Frontmen", descrivint la seva "representació teatral" com a "un dels principals factors en l'augment de la fama de Marillion." Al 2009, Fish va ser votat en el número 37 en una enquesta de les veus més grans del rock pels oients de Planet Rock.

## Inicis
Derek William Dick va néixer el 25 d'Abril de 1958 a Edinburgh, Escòcia, i va créixer a Dalkeith. Fill de Robert i Isabella, Fish va anar a l'escola de primària King's Park, i després a l'institut de Dalkeith. Les seves influències musicals van ser molts dels artistes que feien rock a finals dels 60 i principis dels 70, incloent Genesis, Pink Floyd, The Moody Blues, The Kinks, T. Rex, David Bowie, Argent i la Alex Harvey Band (Fish va voler rendir tribut a totes aquestes bandes al seu àlbum de versions Songs from the Mirror). Fish també cita a la cantautora canadenca Joni Mitchell com a "una de les seves influències més grans per la seva aproximació a les lletres". El primer grup que va veure en directe va ser Yes al Usher Hall, Edinburgh, al 1974. A part de la seva gran afició per la música, també era un voraç lector, i les seves influències literàries inclouen Jack Kerouac, Truman Capote, Robert Burns i Dylan Thomas (que després serien representats tots a la portada del disc de Marillion Clutching at Straws).
Fish va treballar en una benzinera, de jardiner, i des de 1977 a 1980 com a forestal a Bowhill Estate de Selkirk. Durant aquest període va adoptar en sobrenom de Fish, degut a la quantitat de temps que passava al bany. Fish havia comentat: "Amb el nom real de Derek William Dick, va ser molt necessari trobar un sobrenom el més aviat possible." La seva primera intervenció com a cantant va ser al 1980: "El meu primer concert com a cantant va ser a Gala [Galashiels], al pub Golden Lion."

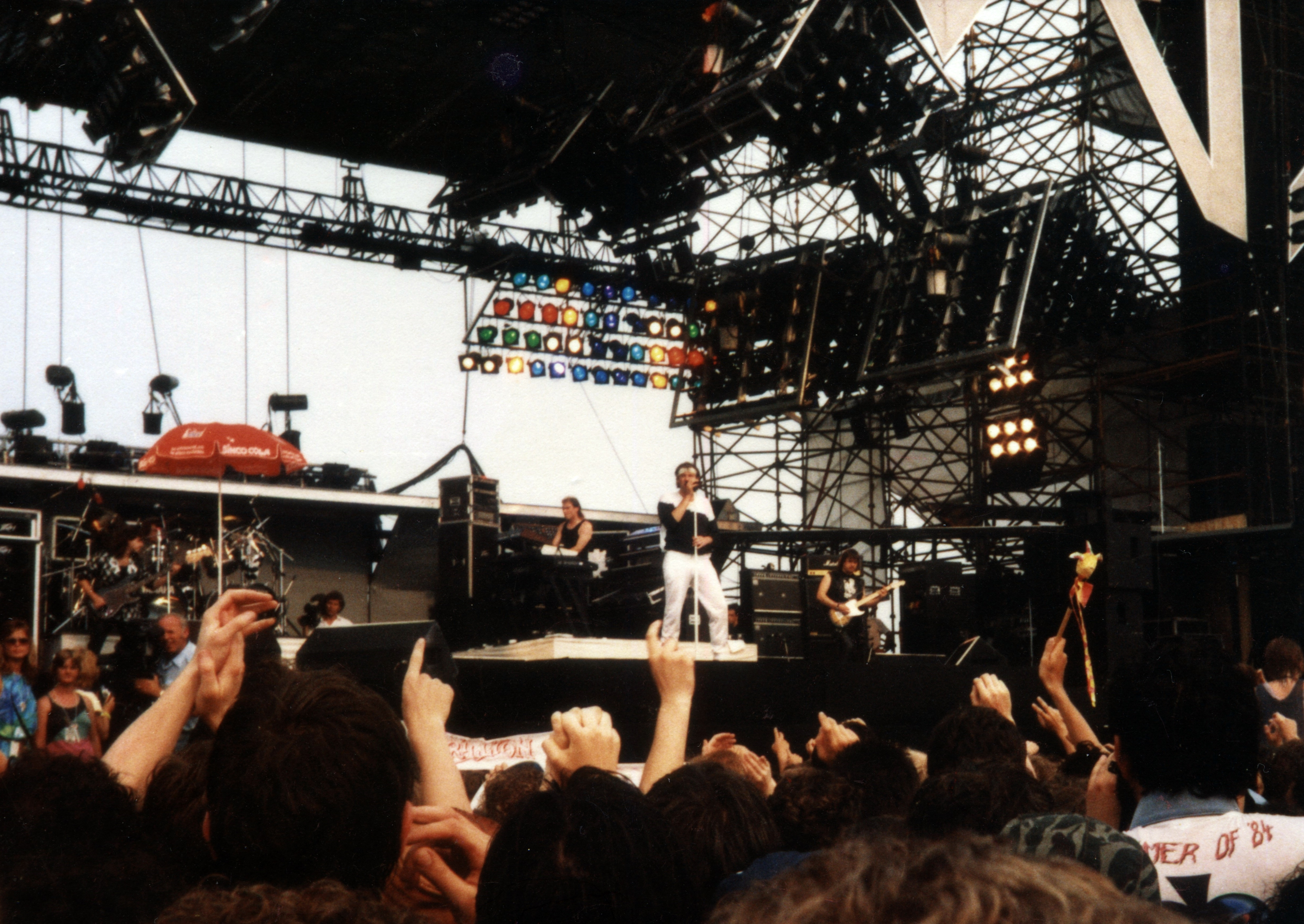
Fish amb Marillion (Mannheim, RFA, 1986)

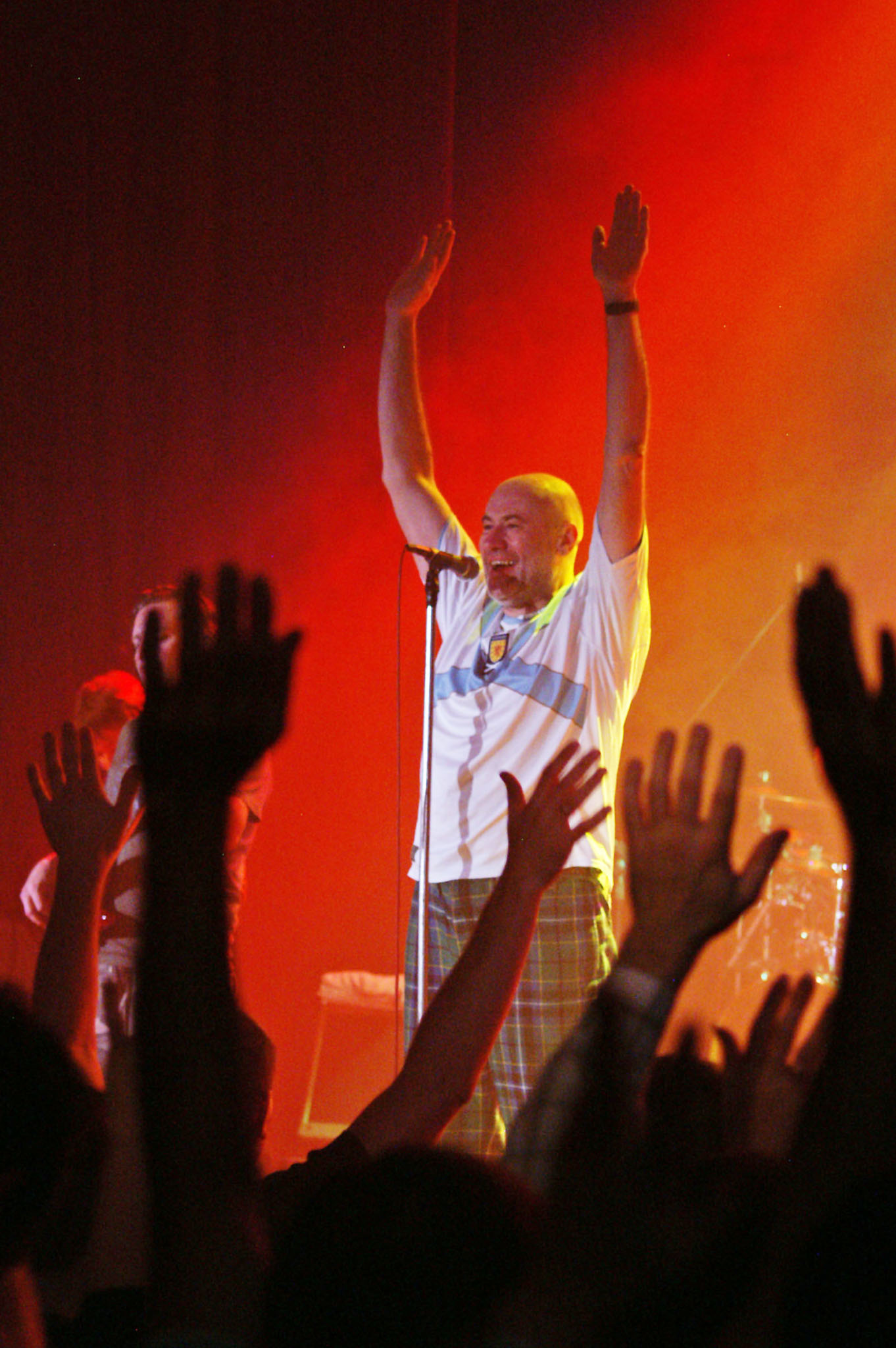
Fish en un concert seu a Polònia, 2007

## Marillion
Fish va entrar a Marillion in 1981. El grup va guanyar popularitat el següent parell d'anys, portant-lo a publicar el seu àlbum de debut Script for a Jester's Tear al 1983, que va arribat al "Top Ten". Van obtenir més èxits al Regne Unit, incloent senzills dins el "Top Ten" al 1985 com Kayleigh i Lavender, i novament al 1987 amb Incommunicado. Al 1988, Fish va deixar Marillion per a iniciar carrera en solitari. Les lletres de la cançó Kayleigh van ser gravades a les llambordes de la Market Square de Galashiels al 2012; les línies 'stilettoes in the snow', i 'moon-washed college halls' van ser inspirades per una xicota que va tenir Fish mentre estudiava al Scottish College of Textiles de Galashiels als any' 80.

## Carrera en solitari
Molts dels següents treballs de Fish contenen lletres amb llargues paraules, tal com es poden sentir en alguns dels primers àlbums de Marillion. Fish ha col·laborat amb el fundador de Genesis Tony Banks en el seus discs Still i Soundtracks, cantant als temes Shortcut to Somewhere, Angel Face i Another Murder of a Day, co-escrivint aquest darrer.
Al 26 d'Agost de 2007, Fish va actuar a l'espectacle 'Hobble on The Cobbles' a la Market Square d'Aylesbury. El van acompanyar a l'escenari els quatre membres i companys de la formació clàssica de Marillion (Mark Kelly, Steve Rothery, Ian Mosley i Pete Trewavas) per a una cançó: Market Square Heroes. Va ser la primera vegada que actuaven tots junts en gairebé dues dècades. En una entrevista de premsa després de l'esdeveniment, Fish va negar que això suposés una reunió amb el grup, al·legant que "Hogarth fa una gran feina amb la banda ... Hem forjat camins diferents al llarg d'aquests 19 anys."
El seu disc 13th Star va ser publicat el 12 de Setembre de 2007 amb una versió especial disponible per demanar via la seva plana web. La gira pel Regne Unit per aquest disc va començar al Març de 2008, amb el suport de Glyder. Al Febrer de 2008, Fish va confirmar que encapçalaria la nit del Divendres del NEARFest X. També va aparèixer al programa GMTV de Bob Harris, a la BBC Radio 2, per a promocionar el Childline Rocks, un concert benèfic.
Al 2008, Fish va presentar un programa a la ràdio els Divendres al vespre, Fish on Friday, per a l'emissora de ràdio digital Planet Rock. Quan l'emissora es va veure obligada a tancar, Malcolm Bluemel (amb el suport de Fish, Tony Iommi, Ian Anderson i Gary Moore) va ajudar a salvar Planet Rock comprant-la.
El 9 de Juny de 2008, Fish es va embarcar en la seva primera gira per tot Nord-amèrica en 11 anys. A cada parada, tenia una trobada amb els fans abans del concerts. Dos dies abans, va ser entrevistat per Vince Font del podcast de rock progressiu Prog'opolis, que va ser emès una setmana després a la The Dividing Line Broadcast Network (DLBN) com a "My Lunch With Fish".
Al 2005, Fish va guanyar l'edició Celebrity Musi del concurs The Weakest Link, guanyant a Eggsy de Goldie Lookin Chain a la ronda final, després d'aconseguir £18,750 juntament amb l'Eggsy.
Els dies 20 i 21 d'Octubre de 2012, Fish va organitzar la Fish Convention 2012 a Leamington Spa. Va oferir dos concerts acústics i dos d'elèctrics, incloent material del seu següent disc: Feast of Consequences. També va interpretar Grendel, una de les cançons preferides pels fans més clàssics de Marillion, dues vegades.

## Estil musical
Fish ha estat comparat sovint amb Peter Gabriel, primer cantant de Genesis a principis dels 70, i la seva veu sempre s'ha descrit com a "sorprenentment propera". El periodista musical David Hepworth ha descrit la seva veu com a "confluència entre Roger Daltrey i Peter Gabriel". Fish ha reconegut la influència de Peter Gabriel i certes semblances en la veu, però ha refusat les acusacions d'alguns crítics durant la seva carrera de que no té una veu única i pròpia. Peter Hammill de Van der Graaf Generator també va ser una gran influència en la seva manera d'escriure lletres i cantar, com es pot apreciar sobretot en els dos primers àlbums de Marillion.

## Segells discogràfics
Després de la disputa legal amb EMI Records i un fallit contracte amb Polydor Records, Fish va crear Dick Bros Record Company a Haddington al 1993. L'estudi va gravar In Amber de Dream Disciples (1994) i Man Dancin de Tam White (1996). Fish va editar una sèrie de "pirates oficials" per a finançar la companyia abans de vendre-la a Roadrunner Records. Temps després va restablir el seu propi segell discogràfic amb Chocolate Frog Records, al 2001, però el va tornar a tenir problemes econòmics. Al 2005 va signar amb Snapper Music, però més tard va tornar a Chocolate Frog Records.

## Premis
Al Maig de 2008, el programa dels Divendres de Fish a Planet Rock va guanyar el "Silver award in the Music Broadcaster" de l'any, a la categoria "UK Sony Radio Academy Awards 2008". Al Juny del mateix any, al "Festival Radio Broadcasting Awards" de Nova York, ell i Gary Moore van rebre la "Gold World Medal" a la categoria de "Regularly Scheduled Music" pels seus respectius shows a Planet Rock.

## Interpretació
Fish va acceptar la oferta que va rebre per a participar en la pel·lícula de 1986 Els immortals (per la que Marillion també va rebre la oferta de fer-ne la banda sonora) però va a haver de refusar-la finalment degut als compromisos que tenia amb la banda. La primera aparició de Fish a la televisió com a ell mateix va ser a l'episodi "More Bad News" de la sèrie "The Comic Strip Presents..." al 1988.
El seu primer paper com a estrella convidada va ser a un episodi de "Zorro" titulat "The Newcomers" (emès el 10 de Febrer de 1991), però va tenir un paper més destacat com el lladregot "Ferguson" a costat de John Sessions a Jute City, un drama en 4 episodis de la BBC basat en un grup de rufians masònics.
Al 1994, va aparèixer a Chasing the Deer, una pel·lícula situada a la rebel·lió jacobina de 1745, com a "Angus Cameron". També va desaprofitar un paper a Braveheart. Va passar dos dies a Londres amb Mel Gibson, que va intentar involucrar-lo al projecte, però ell tenia compromesa la gira del seu disc Suits.
Al 1998, va aparèixer com a "David Lawson" a l'episodi 44 de la temporada 14 de la sèriede la ITV The Bill, titulat 'Manhunt' i emès el 16 d'Abril.
També va interpretar a "Derek Trout", un productor discogràfic, a la sèrie 'The Young Person's Guide To Becoming A Rock Star' de 1999.
Al 2000 va aparèixer com a "Barry Judd" en un episodi de la sèrie de TV Rebus al costat de John Hannah. Més tard, al mateix any, va aparèixer també al popular programa de detectius Taggart, a l'episodi número 48 "Skin Deep".
Al 2001, es va presentar al casting per a la pel·lícula de James Bond Mor un altre dia. Però no va ser escollit. Aleshores va aparèixer en un parell d'episodis de la sitcom televisiva escocesa Snoddy.
Al 2002 va participar en la pel·lícula 9 Dead Gay Guys fent de l'homosexual "Old Nick".
Al 2004, Fish va interpretar a "Finlay Price" a la pel·lícula per a TV Quite Ugly One Morning al costat de James Nesbitt, Eddie Marsan i Annette Crosbie.
A la pel·lícula del 2005 The Jacket, Fish va aparèixer al costat de Adrien Brody i Keira Knightley com el pacient "Jimmy Fleischer" a una institució mental, i va interpretar a "Uncle Jimmy" a la comèdia de 2002 'Electric Man'.

## Vida personal
Fish es va casar amb la seva primera muller, Tamara Nowy, una model alemanya que apareix als vídeos musicals de Kayleigh, Lady Nina i A Gentleman's Excuse Me, el 25 de Juliol de 1987. Van tenir una filla, Tara Rowena (Taz), nascuda l'1 de Gener de 1991, que és actualment model per l'agència 'Colours' i que al 2012 va ser nominada per al guardó de 'Model escocesa de l'any'. Fish i Nowy es van divorciar al 2003. Després d'això, Fish va tenir una relació amb Heather Findlay, la cantant de Mostly Autumn Fish es va casar amb la seva segona muller, Katie Webb, a l'Abril de 2009, però la parella es va divorciar menys d'un any després.
Al 2008, Fish va anunciar que hauria d'estar com a mínim sis mesos sense cantar per una "crescuda irregular de cèl·lules" a la seva gola. Temps després es va determinar que no es tractava de càncer.
Fish ha estat sempre seguidor de l'Hibernian, un club de futbol d'Edinburgh.
Fish té un gran interès per la ciència marina.

## Política
Políticament, Fish s'ha identificat amb "un munt d'etiquetes socialistes" malgrat treballar en la indústria capitalista. Fish dona suport a la independència d'Escòcia perquè està "consternat" per la postura antieuropea del Regne Unit, i no creu que un "govern amb seu a Londres" sigui "beneficiós per al Regne Unit en general". Fish ha defensat que la independència podria "sacsejar la política britànica" per assegurar una "distribució justa de la riquesa" a tot el Regne Unit. Tot i això, es va negar a fer una campanya activa al referèndum d'independència escocès del 2014 perquè creia que seria "hipòcrita", ja que tenia previst marxar d'Escòcia cap a Alemanya per viure amb la seva parella i el seu fill petit.

## Banda actual en directe
- Fish – Cantant
- Robin Boult – Guitarra elèctrica/acústica
- Steve Vantsis – Baix, teclats, cors
- John Beck – Teclats, cors
- Gavin Griffiths – Bateria

## Discografia amb Marillion

### Àlbums en estudi
- 1983: Script for a Jester's Tear
- 1984: Fugazi
- 1985: Misplaced Childhood
- 1987: Clutching at Straws

### Àlbums en directe
- 1984: Real to Reel
- 1988: The Thieving Magpie
- 2008: Early Stages: The Official Bootleg Box Set 1982–1987
- 2009: Live From Loreley
- 2009: Recital of the Script

### Recopilacions
- 1986: Brief Encounter
- 1988: B'Sides Themselves
- 2000: The Singles '82-88' (box set)

### Vídeos
- 1983: Recital of the Script (Reeditat com a DVDal 2003 incloent Grendel / The Web EP)
- 1984: Grendel / The Web EP
- 1986: The Videos 1982–1986
- 1987: Incommunicado / Sugar Mice
- 1987: Live from Loreley (Reeditat en un paquet amb el VHS i el CD al 1995, i en DVD al 2004)

### Senzills
- 1982: "Market Square Heroes"
- 1983: "He Knows You Know"
- 1983: "Garden Party"
- 1984: "Punch and Judy"
- 1984: "Assassing"
- 1985: "Kayleigh"
- 1985: "Lavender"
- 1985: "Heart of Lothian"
- 1986: "Lady Nina" (només als Estats Units)
- 1986: "Welcome to the Garden Party" (només a la RFA)
- 1987: "Incommunicado"
- 1987: "Sugar Mice"
- 1987: "Warm Wet Circles"
- 1988: "Freaks" (en directe)

## Discografia en solitari

### Àlbums en estudi
- 1990: Vigil in a Wilderness of Mirrors
- 1991: Internal Exile
- 1993: Songs from the Mirror (Disc de versions)
- 1994: Suits
- 1997: Sunsets on Empire
- 1999: Raingods with Zippos
- 2001: Fellini Days
- 2004: Field of Crows
- 2007: 13th Star
- 2013: A Feast of Consequences
- 2019: Weltschmerz

### Àlbums en directe
- 1993: Pigpen's Birthday (2nd April '90)
- 1993: Derek Dick And His Amazing Electric Bear (3rd November '91)
- 1993: Uncle Fish & The Crypt Creepers (7th December '91)
- 1993: For Whom The Bells Toll (New Years Eve '91)
- 1993: Toiling In The Reeperbahn (23rd June '92)
- 1994: Sushi (18th March '93)
- 1994: Acoustic Session (Live At The Funny Farm '94)
- 1996: Krakow (24th October '95)
- 1998: Tales From The Big Bus (20th November '97)
- 1999: Sashimi (3rd October '99)
- 1999: The Complete BBC Sessions (November '89&'91)
- 2002: Fellini Nights (11th May '01)
- 2006: Return To Childhood (13th November '05)
- 2007: Communion (27th August '06)

### Àlbums recopilatoris
- 1995: Yin and Yang
- 1998: Kettle of Fish (88–98)
- 2005: Bouillabaisse

### DVD
- 2002: Kettle of Fish (88–98) (Promocional)
- 2003: Sunsets on Empire (directe a Polònia al 1997)
- 2003: Fool's Company (gravat al Muziekcentrum, Enschede, Països Baixos, el 28 i 29 de Juny de 2002)
- 2005: Scattering Crows Live (gravat a Bradford, Anglaterra, el 6 d'Abril de 2004, i a Malta el 31 de Juliol de 2004)
- 2005: Krakow Electric & Acoustic Set (gravat al P1TV Studios, Cracòvia, el 24 i 27 d'Octubre de 1995)
- 2006: Return To Childhood (concert en directe al The Paradiso, Amsterdam, el 15 i 18 de Novembre de 2005)
- 2006: NEARFest – In Search of the 13th Star (directe als Estats Units del 20 de Juny de 2008)
- 2013: The Fishheads Club Live (directe a la Faculty of the Arts de la Universitat de Derby, el 13 de Desembre de 2010)

### Senzills
- 1986: "Shortcut to Somewhere" (Fish & Tony Banks)
- 1989: "State of Mind" / "The Voyeur (I Like To Watch)" / "State Of Mind" [Presidential Mix]
- 1989: "Big Wedge" / "Jack And Jill" / "Faith Healer" [Live]
- 1990: "A Gentleman's Excuse Me" / "Whiplash" / "A Gentleman's Excuse Me" [Demo Version]
- 1990: "The Company"/ "Family Business" [Live Version] / "Punch & Judy" [Live Version] / "The Company" [Demo Version]
- 1991: "Internal Exile" [7" Edit] / "Internal Exile" / "Carnival Man" / "Internal Exile" [Karaoke Mix]
- 1991: "Credo" [7" Mix] / "Credo" / "Poet's Moon"
- 1992: "Something in the Air" [Radio Edit] / "Something In The Air" [Album Mix] / "Something In The Air" [Teddy Bear Mix] / "Dear Friend" [Live]
- 1992: "Something in the Air" [Album Edit] / "Something In The Air" [Christopher Robin Mix] / "Credo" [Live] / "Shadowplay" [Live]
- 1992: "Never Mind The Bullocks" (feat. Hold Your Head Up): "Hold Your Head Up" [Edited Version] / "Question" / "Hold Your Head Up" / "5 Years"
- 1994: "Lady Let It Lie" [Single Edit] / "Out Of My Life" [94 Suits Sessions] / "Black Canal" / "Lady Let It Lie" [Live In Rheinberg 30/10/93]
- 1994: "Lady Let It Lie" / "Emperors Song" [Live In Rheinberg 30/10/93] / "Just Good Friends" [Live In Utrecht] / "Out Of My Life" [Live In Rheinberg 30/10/93]
- 1994: "Fortunes of War" [Single Edit] / "Somebody Special" [Live - Norwich] / "State Of Mind" [Live - London] / "Lucky" [Live - Newport]
- 1994: "Fortunes of War" [Live - London] / "Warm Wet Circles" [Live - Newport] / "Jumpsuit City" [Live - London] / "The Company" [Live - London]
- 1994: "Fortunes of War" [Acoustic Session June '91] / "Kayleigh" [Live - London] / "Internal Exile" [Live - London] / "Just Good Friends" [Acoustic Session July '94]
- 1994: "Fortunes of War" [Acoustic Session July '94] / "Sugar Mice" [Live - London] / "Dear Friend" [Live- London] / "Lady Let It Lie" [Acoustic Session July '94]
- 1994: "Emperors song"
- 1995: "Just Good Friends" (feat. Sam Brown)[Single Edit] / "Somebody Special" [Radio Edit] / "State Of Mind"
- 1995: "Just Good Friends" (feat. Sam Brown) / "Roadhouse Blues" [Live Version] / "Raw Meat" [Live Version]
- 1997: "Brother 52" [Single Edit] / "Brother 52" [Stateline Single Edit] / "Do Not Walk Outside This Area" / "Brother 52" [Album Version]
- 1997: "Brother 52" [Single Edit] / "Brother 52" [Stateline Mix] / "Brother 52" [4 Am Dub Mix]
- 1997: "Change of Heart" / "Goldfish And Clowns" [Radio Edit] / "The Perception Of Johnny Punter" [US Radio Edit]
- 1999: "Incomplete" (feat. Elisabeth Antwi) / "Wake Up Call" [Acoustic Version] / "Incomplete" [Demo Version Recorded At The Castle Marouatte France]
- 2008: "Arc Of The Curve" [Single Edit] / "Arc of the Curve"
- 2008: "Zoe 25" [Radio Edit] / "Dark Star" [Live In Amsterdam 2008] / "13th Star" [Live In Amsterdam 2008]
- 2014: "Blind to the Beautiful"

### EPs
- 2018: "A Parley with Angels"